# Android-x86

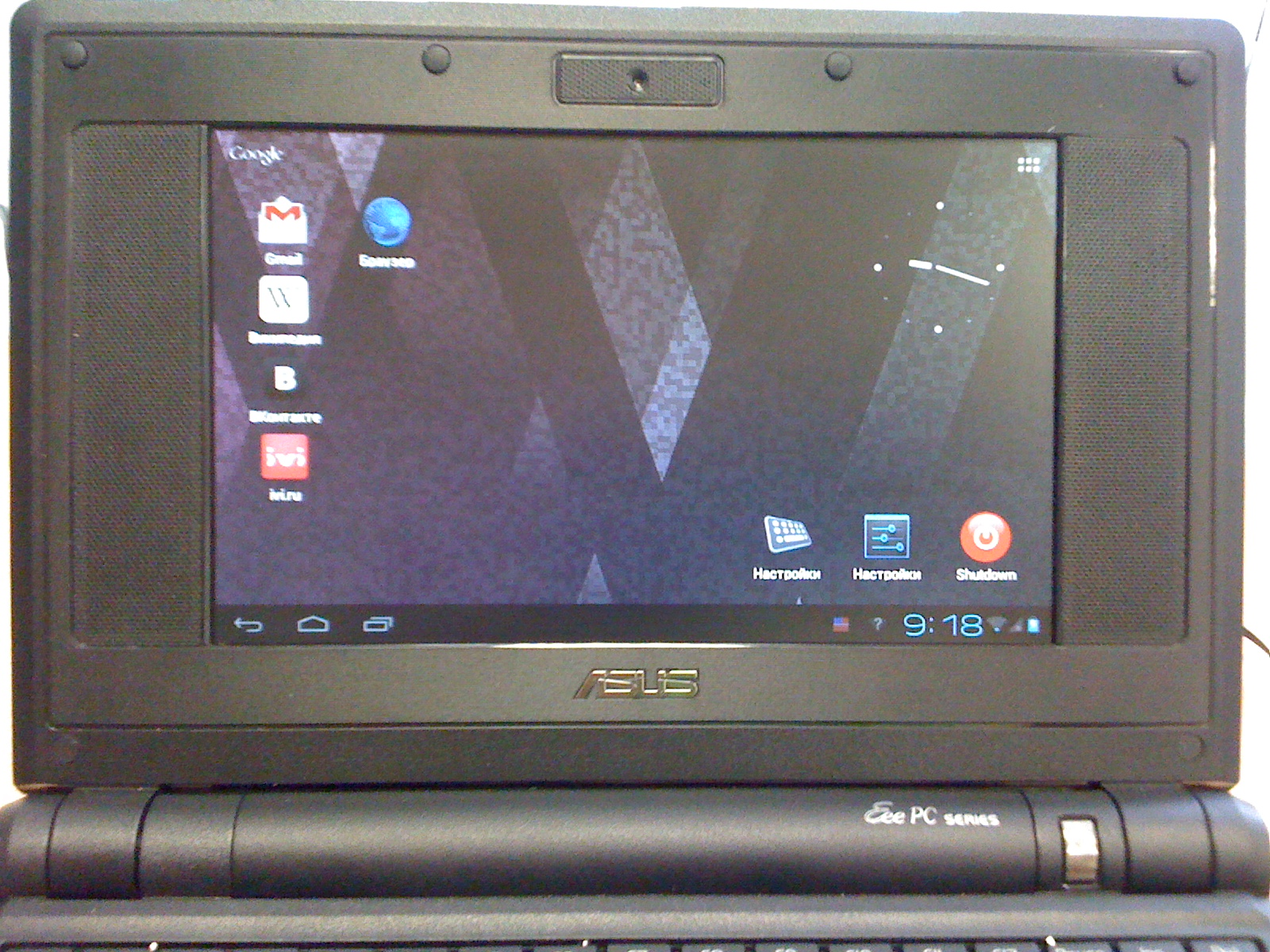
Android x86 na EeePC 701 4G

Android-x86 – nieoficjalna wersja systemu operacyjnego Google Android, przeznaczona dla procesorów opartych na architekturze Intel x86. System bazuje na otwartoźródłowym, rozwijanym przez społeczność systemie Android Open Source Project (w skrócie: AOSP).

## Przegląd
Projekt Android x86 ma na celu przeniesienie AOSP (darmowego projektu Androida bez dodatkowych aplikacji od Google) na platformę x86 poprzez dodanie szeregu poprawek do samego jądra, które umożliwiają jego instalację na dowolnym komputerze.
Twórcy tego projektu napotkali wiele problemów i niezgodności podczas przenoszenia tego projektu. Na szczęście z biegiem czasu udało im się nadać Androidowi na PC niemal idealną i w pełni funkcjonalną formę, która pozwoli użytkownikom w pełni korzystać z tego systemu operacyjnego na swoich komputerach i laptopach.

## Dostępność
Najnowszą stabilną wersję systemu Android-x86 możemy pobrać bezpłatnie ze oficjalnej strony twórców. System dostępny jest w formie obrazu ISO, który można również uruchomić jako Live CD lub za pomocą programu do wirtualizacji (np. VirtualBox).

## Licencjonowanie
Projekt tak jak i oficjalna wersja AOSP, jest całkowicie darmowy, w większości korzysta z licencji GPL, a także częściowo z licencji Apache.

## Historia najważniejszych wydań[5]
| Wersja  | Nazwa              | kernel   | Data publikacji |
| ------- | ------------------ | -------- | --------------- |
| 1.6-r2  | Donut              | 2.6.29   | 2010-03-19      |
| 2.2.1   | Froyo              | 2.6.35.7 | 2011-01-13      |
| 2.3 RC1 | Gingerbread        | 2.6.39.4 | 2011-08-28      |
| 3.2-RC2 | Honeycomb          | 3.0.1    | 2011-11-23:     |
| 4.0-RC2 | Ice Cream Sandwich | 3.0.8    | 2012-07-15      |
| 4.2     | Jelly Bean         | 3.8.0    | 2012-12-25      |
| 4.3     | Jelly Bean         | 3.10.2   | 2013-07-25      |
| 4.4-r5  | KitKat             | 4.0.9    | 2016-02-06      |
| 5.1-rc1 | Lollipop           | 4.0.9    | 2015-10-07      |
| 6.0-r3  | Marshmallow        | 4.4.62   | 2017-04-24      |
| 7.1-r5  | Nougat             | 4.19     | 2021-02-14      |
| 8.1-r6  | Oreo               | 4.19.195 | 2021-06-23      |
| 9.0-r2  | Pie                | 4.19.110 | 2020-03-25      |